# Gambit Rice
El gambit Rice és una obertura d'escacs que sorgeix a partir del gambit de rei acceptat. És una derivació del gambit Kieseritzky, i es caracteritza pels moviments 1. e4 e5 2. f4 exf4 3. Cf3 g5 4. h4 g4 5. Ce5 Cf6 6. Ac4 d5 7. exd5 Ad6 8. O-O (en comptes de la jugada més normal 8.d4). Les blanques sacrifiquen el cavall d'e5 a canvi de posar el rei en seguretat i tenir la torre de rei preparada per col·laborar en l'atac contra la infradesenvolupada posició negra.
|  |

## Història
El Gambit Rice fou molt promocionat pel ric empresari estatunidenc (d'origen alemany) Isaac Rice cap a les darreries del segle xix. Rice va esponsoritzar nombrosos torneigs temàtics les partides dels quals començaven invariablement a partir de la posició del diagrama. Els millors jugadors del món del moment varen participar-hi: Emanuel Lasker, Mikhaïl Txigorin, Carl Schlechter, Frank James Marshall, i Dawid Janowski entre d'altres. Els torneigs es varen organitzar en molt diversos llocs, des de Montecarlo, Sant Petersburg, i Oostende, fins a Brooklyn o Trenton Falls. El 1905, en una competició d'escacs per correspondència de la "Pillsbury National Association", 230 jugadors aficionats varen jugar el gambit per correus. Tan obsessionat estava en Rice amb la seva línia de joc preferida, que va formar una organització, la Rice Gambit Association el 1904, amb seu a casa seva a Nova York. Amb el Dr. Lasker com a secretary, l'associació fins i tot va arribar a publicar un llibre que reunia totes les partides jugades en els torneigs temàtics del gambit.

## Feblesa del gambit
Malgrat tot, les anàlisis fa molt de temps que han mostrat que el gambit no és "ni bo ni necessari". En conseqüència, ha estat deixat de banda, no és mai emprat en partides serioses de competició, i ha quedat dins la història de les obertures d'escacs com un monument grotesc a la vanitat de Rice. L'Enciclopèdia d'Obertures d'Escacs (1997) analitza 8...Axe5 9.Te1 De7 10.c3 Ch5 11.d4 Cd7 12.dxe5 Cxe5 13.b3 0-0 14.Aa3 Cf3+ 15.gxf3 Dh4 16.Txe5 Af5 (or 16...Dg3=) 17.Cd2 Dg3 18.Rf1 Dh2 19.Axf8 g3 20.Ac5 g2+ 21.Re1 Dh4+ (o bé 21...g1(D) 22.Axg1 Dxg1+ 23.Af1 Cg3 amb una posició poc clara) 22.Re2 Cg3+ 23.Rf2 Ce4+, amb taules per escac continu, i atribueix aquesta anàlisi a Capablanca, Amos Burn, i Edward Lasker.